# Brooke (Rutland)
Brooke is een civil parish in het bestuurlijke gebied Rutland, in het Engelse graafschap Rutland met 211 inwoners.